# Jan Želivský

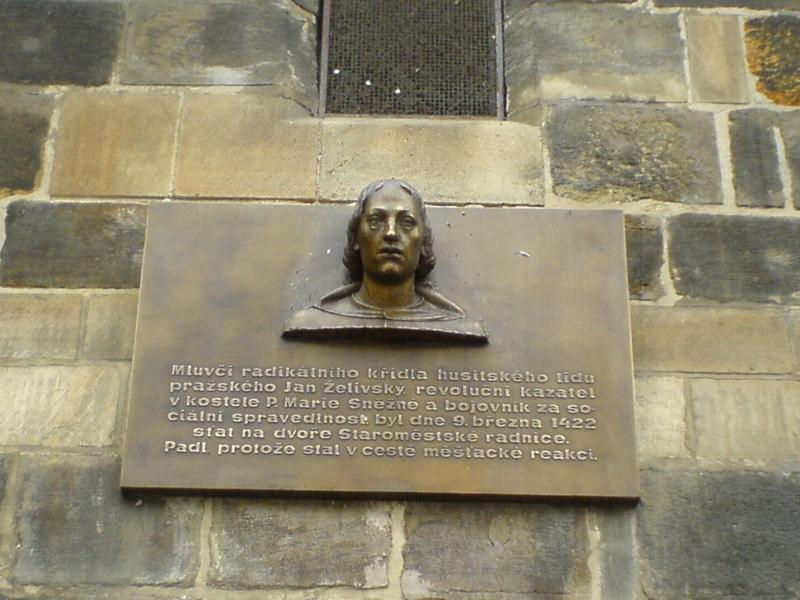
Placa comemorativa de Jan Želivský, na Praça da Cidade Velha de Praga

Jan Želivský (1380-9 de fevereiro de 1422) foi um influente padre tcheco de Praga que liderou a Reforma hussita em seu país. Em 30 de julho de 1419, liderou uma procissão hussita pelas ruas de Praga e passou pela nova prefeitura. No episódio, os vereadores atiraram pedras da janela do prédio e uma destas atingiu Jan. A multidão, enfurecida, tentou invadir a prefeitura, o que desencadeou a Primeira Defenestração de Praga, que por sua vez foi um dos principais eventos das Guerras Hussitas.